# Belinda (альбом Белинды Карлайл)
Belinda ― первый сольный альбом Белинды Карлайл после распада группы The Go-Go’s, в которой она была солисткой. Выпущенный в середине 1986 года, он включал в себя хитовый сингл «Mad About You», который занял 3-е место в американском Billboard Hot 100 и 1-е место в Канаде.

## История
Некоторые песни в альбоме были написаны бывшей коллегой Карлайл по группе the Go-Go, Шарлоттой Каффи, в то время как остальные были написаны другими авторами. Песня «Band of Gold» была хитом певицы Фриды Пейн в 1970 году. Пейн обеспечила бэк-вокал в танцевальных миксах версии этой песни Карлайл, которая позже появится в качестве бонус-треков на переиздании альбома 2003 года.
Песня «I Need a Disguise» была написана командой Тома Келли и Билли Стейнберга, которые написали песню в соавторстве с Сюзанной Хоффс. Келли и Стейнберг также написали в соавторстве еще одну песню для Карлайл под названием «Dancing in the City», которая позже войдет в саундтрек к фильму 1987 года «Воровка».
«Stuff and Nonsense» ― кавер-версия песни Тима Финна, первоначально исполненной его группой Split Enz на альбоме Frenzy 1979 года.

## Критика
| Оценки критиков  | Оценки критиков                                                          |
| Источник         | Оценка                                                                   |
| ---------------- | ------------------------------------------------------------------------ |
| AllMusic         | [ 1 ]                                                                    |
| Robert Christgau | C                                                                        |
| Rolling Stone    | (mixed)                                                                  |
| Q                | 4 из 5 звёзд · 4 из 5 звёзд · 4 из 5 звёзд · 4 из 5 звёзд · 4 из 5 звёзд |
| People           | (favourable)                                                             |

Будучи первым сольным альбомом Белинды, он часто сравнивался с предыдущим альбомом группы The Go-Go’s. В целом он получил смешанные отзывы, но был хорошо принят аудиторией. Журнал Rolling Stone писал: 
Проблема с альбомом Belinda в том, что все необходимые ингредиенты есть, но конечный результат просто не кажется правильным.
Сайт Allmusic прокомментировал, что песни на альбоме, возможно, не так заразительны, как лучшие синглы The Go-Go’s, но он хорошо вписывается в форматы радио середины 80-х и сумел стать более запоминающимся, чем многие мейнстрим-хиты того времени, примером тому служит хит «Mad About You».

## Трек-лист
| №   | Название                    | Автор(ы)                                            | Длительность |
| --- | --------------------------- | --------------------------------------------------- | ------------ |
| 1.  | «Mad About You»             | Paula Jean Brown, James Whelan, Mitchel Young Evans | 3:36         |
| 2.  | «I Need a Disguise»         | Tom Kelly, Billy Steinberg, Сюзанна Хоффс           | 3:55         |
| 3.  | «Since You've Gone»         | Charlotte Caffey, Линдси Бакингем, Jonathan Segal   | 3:12         |
| 4.  | «I Feel the Magic»          | Caffey, Segal                                       | 3:20         |
| 5.  | «I Never Wanted a Rich Man» | Caffey                                              | 4:12         |
| 6.  | «Band of Gold»              | Edythe Wayne, Ron Dunbar                            | 3:42         |
| 7.  | «Gotta Get to You»          | Caffey, Belinda Carlisle, Brown, Whelan             | 4:06         |
| 8.  | «From the Heart»            | Caffey, Tom Caffey                                  | 3:12         |
| 9.  | «Shot In the Dark»          | Brown, Whelan                                       | 3:23         |
| 10. | «Stuff and Nonsense»        | Tim Finn                                            | 4:30         |

| №   | Название                                                   | Автор(ы)             | Длительность |
| --- | ---------------------------------------------------------- | -------------------- | ------------ |
| 11. | «Mad About You» (extended version)                         | Brown, Whelan, Evans | 5:26         |
| 12. | «Band of Gold» (extended version) (при участии Фриды Пейн) | Wayne, Dunbar        | 6:42         |
| 13. | «Band of Gold» (dub mix) (при участии Фриды Пейн)          | Wayne, Dunbar        | 7:43         |
| 14. | «Band of Gold» (single mix) (при участии Фриды Пейн)       | Wayne, Dunbar        | 3:41         |

## Позиции в хит-парадах
| Чарт (1986/87)      | Высшая Позиция |
| ------------------- | -------------- |
| Австралия           | 42             |
| Канада (RPM)        | 24             |
| США (Billboard 200) | 13             |

| Чарт (1986)                        | Позиция |
| ---------------------------------- | ------- |
| США (Billboard Top Popular Albums) | 83      |

## Сертификации
| Регион                                                      | Сертификация | Продажи  |
| ----------------------------------------------------------- | ------------ | -------- |
| Канада (Music Canada)                                       | Платиновый   | 100 000^ |
| США (RIAA)                                                  | Золотой      | 500 000^ |
| ^ Данные о тиражах приведены только на основе сертификации. |              |          |

## Синглы
| #  | Название                         | Дата | AUS | US | UK | IRL | CAN |
| -- | -------------------------------- | ---- | --- | -- | -- | --- | --- |
| 1. | «Mad About You»                  | 1986 | 9   | 3  | 67 | 28  | 1   |
| 2. | «I Feel the Magic»               | 1986 | —   | 82 | —  | —   | 51  |
| 3. | «Band of Gold»                   | 1986 | —   | —  | —  | —   | 91  |
| 4. | «Since You've Gone» (promo only) | 1986 | —   | —  | —  | —   | —   |